# Brandon Crombeen
Brandon Joseph "B.J." Crombeen (Denver, Colorado, 1985. július 10. –) amerikai–kanadai profi jégkorongozó.

## Pályafutása
Komolyabb junior karrierjét az OPJHL-es Newmarket Hurricanesban kezdte 2000-ben. 2001-ben felkerült az OHL-be a Barrie Coltsba, ahol junior éveit töltötte. 2005-ig volt a kerettagja a csapatnak. Közben a Dallas Stars kiválasztotta a 2003-as NHL-drafton a második kör 54. helyén. 
Felnőtt pályafutását az AHL-es Iowa Starsban kezdte meg 2005-ben, de a gyenge játéka miatt lekerült az ECHL-es Idaho Steelheadsbe. 2006–2007-ben kipróbálta magát a finn ligában az Ässät Pori csapatában. Ám a szezont az Idaho Steelheadsben fejezte be, ahol az ECHL bajnoka lett. A következő idényben már nyolc alkalommal léphetett jégre a Dallas mezében az NHL-ben, de a szezon többi részét az Iowában játszotta le. 
2008–2009-ben 15 mérkőzés után a Dallas Starsból átigazolt a St. Louis Bluesba és a hátralévő összes mérkőzést is a Bluesban töltötte. 2008. december 8-án első NHL-es mesterhármasát ütötte a Nashville Predators ellen. 2009–2010-ben és 2010–2011-ben is a Blues kötelékébe tartozott és csak néhány mérkőzést hagyott ki. 2011 júniusában kétéves szerződést írt alá a Blues-zal.
A 2011–2012-es szezon utolsó előkészületi mérkőzésén megsérült a bal vállízülete és ezért csak 40 mérkőzést játszott a szezonban, valamint 7 rájátszás mérkőzésen is jégre lépett. 2012. július 10-én a Blues elcserélte a Tampa Bay Lightninghoz egy 2014-es 5. körös draftjoggal együtt kettő draftjogért (4. körös draftjog a 2013-as és 2014-es drafton).

## Díjai
- Kelly-kupa: 2007

## Karrier statisztika
| 2000–2001       | Newmarket Hurricanes | OPJHL           | 35  | 14 | 13 | 27  | 53  | —  | — | —  | —  | —   |
| 2001–2002       | Barrie Colts         | OHL             | 60  | 12 | 13 | 25  | 118 | 20 | 1 | 1  | 2  | 31  |
| 2002–2003       | Barrie Colts         | OHL             | 63  | 22 | 24 | 46  | 133 | 6  | 1 | 0  | 1  | 8   |
| 2003–2004       | Barrie Colts         | OHL             | 62  | 21 | 29 | 50  | 154 | 12 | 5 | 7  | 12 | 35  |
| 2004–2005       | Barrie Colts         | OHL             | 63  | 31 | 18 | 49  | 111 | 6  | 2 | 4  | 6  | 35  |
| 2005–2006       | Iowa Stars           | AHL             | 52  | 5  | 7  | 12  | 97  | 5  | 1 | 0  | 1  | 9   |
| 2005–2006       | Idaho Steelheads     | ECHL            | 8   | 5  | 3  | 8   | 5   | —  | — | —  | —  | —   |
| 2006–2007       | Ässät Pori           | SM-liiga        | 55  | 13 | 9  | 22  | 152 | —  | — | —  | —  | —   |
| 2006–2007       | Idaho Steelheads     | ECHL            | 13  | 7  | 4  | 11  | 43  | 22 | 5 | 5  | 10 | 45  |
| 2007–2008       | Iowa Stars           | AHL             | 65  | 14 | 14 | 28  | 158 | —  | — | —  | —  | —   |
| 2007–2008       | Dallas Stars         | NHL             | 8   | 0  | 2  | 2   | 39  | 5  | 0 | 0  | 0  | 0   |
| 2008–2009       | Dallas Stars         | NHL             | 15  | 1  | 4  | 5   | 26  | —  | — | —  | —  | —   |
| 2008–2009       | St. Louis Blues      | NHL             | 66  | 11 | 6  | 17  | 122 | 4  | 0 | 0  | 0  | 12  |
| 2009–2010       | St. Louis Blues      | NHL             | 79  | 7  | 8  | 15  | 168 | —  | — | —  | —  | —   |
| 2010–2011       | St. Louis Blues      | NHL             | 80  | 7  | 7  | 14  | 154 | —  | — | —  | —  | —   |
| 2011–2012       | St. Louis Blues      | NHL             | 40  | 1  | 2  | 3   | 71  | 7  | 1 | 0  | 1  | 31  |
| OHL Összesített | OHL Összesített      | OHL Összesített | 248 | 86 | 84 | 170 | 516 | 44 | 9 | 12 | 21 | 109 |
| NHL Összesített | NHL Összesített      | NHL Összesített | 288 | 27 | 29 | 56  | 580 | 16 | 1 | 0  | 1  | 43  |